# Karl Hasselmann (Kameramann)
Karl Hasselmann (* 8. Mai 1883 in Hannover; † 8. Juni 1966 in Berlin (West)) war ein deutscher Kameramann.

## Biografie
Hasselmann absolvierte von 1897 bis 1901 eine Lehre als Mechaniker, leistete ab 1903 seinen Militärdienst und arbeitete ab 1906 in der Werkstatt für Kinogeräte und Grammophone bei Carl Buderus in Hannover. Im gleichen Jahr drehte Hasselmann gemeinsam mit Adolf Peck für Buderus einen nachgestellten Aktualitätenfilm über den Hauptmann von Köpenick. 1908 ging er als Kameramann „mit eigenen Aufnahme-Apparaturen und Photo-Apparaten“ nach Berlin und war zunächst Regieassistent von Emil Schünemann bei der Deutschen Mutoskop- und Biograph GmbH. Bis 1913 arbeitete Hasselmann für Bioscop, Vitascop und Gloria Film in Berlin.
Nach dem Kriegsausbruch 1914 diente er bis 1915 bei der Infanterie. Er wurde dann zur Photo- und Filmbildstelle der Seeflugzeug-Versuchsanstalt versetzt und filmte in deren Dienst auf Norderney und in Warnemünde technische Tests an Wasserflugzeugen.
Erst 1919 war Hasselmann wieder beim Spielfilm tätig und gelangte zu einer eigenen künstlerischen Ausdrucksfähigkeit, die den Personen- und Milieucharakterisierungen im deutschen Kammerspielfilm entgegenkam. Karl Hasselmann arbeitete für Ewald André Dupont (u. a. Die Geierwally, 1920), Paul Leni und Leopold Jessner (Hintertreppe, 1921), Karl Grune (Die Straße und Schlagende Wetter, jeweils 1923) und Lupu Pick (Sylvester, 1923). Danach wurde er ständiger Mitarbeiter des Regisseurs Gerhard Lamprecht, so bei Die Verrufenen (1925), Menschen untereinander (1926) und Der Katzensteg (1927).
In der Zeit des frühen Tonfilms stand Hasselmann für viele Unterhaltungsfilme im Stile etwa von Harry Piels Menschen, Tiere, Sensationen (1938) hinter der Kamera. Nach dem Zweiten Weltkrieg konnte er seine Arbeit nicht fortsetzen. Es entstand lediglich ein Spielfilm für Lamprecht, danach drehte er Kurzdokumentarfilme.

## Filmografie
- 1906: Der Hauptmann von Köpenick
- 1909: Zu Mantua in Banden
- 1909: Die Erschießung des spanischen Rebellen Francisco Ferer Guardia
- 1910: Weihnachtstränen
- 1910: Das vierte Gebot
- 1910: Die Pulvermühle
- 1910: Pro Patria
- 1910: Die Spinne
- 1910: Die Vernunft des Herzens
- 1911: Die Ballhaus-Anna
- 1911: Madame Potiphar
- 1911: Die weiße Sklavin, 3. Teil
- 1911: Die Geliebte des Chinesen
- 1911: Das Herz einer Gattin
- 1911: Die neue Gouvernante
- 1912: Das Geheimnis von Monte Carlo
- 1912: Madeleine
- 1912: Die Wildkatze
- 1912: Die Papierspur
- 1912: Die rote Jule
- 1913: Die Heldin von St. Honorée
- 1913: Komödianten
- 1913: Die Eisbraut
- 1913: Das schwarze Los
- 1913: Das Töpfchen
- 1913: Auf dem Felde der Ehre
- 1913: Der Thronfolger
- 1913: Gendarm Möbius
- 1913: Der Herr des Todes
- 1914: Der Prinzenraub
- 1914: Der Desperado von Panama
- 1914: Der Flug in die Sonne
- 1914: Die goldene Fliege
- 1914: Die Löwenbraut
- 1919: Cagliostros Totenhand
- 1919: Hiob
- 1919: Das Gelübde der Keuschheit
- 1920: Herztrumpf
- 1920: Whitechapel. Eine Kette von Perlen und Abenteuern
- 1920: Der weiße Pfau
- 1920: Der Mord ohne Täter
- 1920: Alkohol
- 1921: Hintertreppe
- 1921: Die Jagd nach der Wahrheit
- 1921: Die Nacht ohne Morgen
- 1921: Mann über Bord
- 1921: Die Verschwörung zu Genua
- 1921: Der Mord ohne Täter
- 1921: Die Geierwally
- 1922: Sterbende Völker (2 Teile)
- 1922: Der Graf von Essex
- 1922: Der Graf von Charolais
- 1922: Hanneles Himmelfahrt
- 1922: Othello
- 1922: Tiefland
- 1923: Die Straße
- 1923: Schlagende Wetter
- 1924: Sylvester
- 1924: Garragan
- 1924: Arabella, der Roman eines Pferdes
- 1924: Carlos und Elisabeth
- 1924: Die Fahrt ins Verderben
- 1925: Die eiserne Braut
- 1925: Eifersucht
- 1925: Die Verrufenen
- 1925: Komödianten
- 1926: Die Unehelichen
- 1926: Kubinke, der Barbier, und die drei Dienstmädchen
- 1926: Menschen untereinander
- 1926: Die Brüder Schellenberg
- 1927: Die Geliebte des Gouverneurs
- 1927: Die heilige Lüge
- 1927: Schwester Veronica
- 1927: Der Katzensteg
- 1928: Eva in Seide
- 1928: Sensations-Prozess
- 1928: Der alte Fritz (2 Teile)
- 1928: Anastasia, die falsche Zarentochter
- 1928: Lemkes sel. Witwe
- 1928: Ossi hat die Hosen an
- 1928: Unter der Laterne
- 1928: Der Mann mit dem Laubfrosch
- 1929: Geschminkte Jugend
- 1929: Kinder der Straße
- 1929: Katharina Knie
- 1929: § 173 St.G.B. Blutschande
- 1929: Der Sträfling aus Stambul
- 1929: Alimente
- 1930: Zweierlei Moral
- 1931: Zwischen Nacht und Morgen
- 1931: Schachmatt
- 1931: Ihr Junge
- 1931: Um eine Nasenlänge
- 1932: Trenck
- 1932: Nacht der Versuchung
- 1932: Lumpenkavaliere
- 1933: Herthas Erwachen
- 1933: Was wissen denn Männer
- 1933: Der große Trick
- 1933: Wenn am Sonntagabend die Dorfmusik spielt
- 1933: Die Nacht im Forsthaus
- 1934: Stoßtrupp 1917
- 1934: Volldampf voraus!
- 1934: Das Erbe in Pretoria
- 1934: Der Fall Brenken
- 1934: Der Meisterboxer
- 1935: Der Außenseiter
- 1935: Der Schlafwagenkontrolleur
- 1935: Die Katz’ im Sack
- 1936: Die Stunde der Versuchung
- 1936: Donaumelodien
- 1936: Die letzte Fahrt der Santa Margareta
- 1936: Ein seltsamer Gast
- 1936: Ein Lied klagt an
- 1937: Der andere Mann
- 1937: Es wird nichts so fein gesponnen
- 1937: Frauen wollen betrogen sein
- 1937: Die Unterschlagung
- 1937: Sparkasse mit Likör
- 1937: Unter Ausschluß der Öffentlichkeit
- 1937: Die Seitensprünge des Herrn Blohm
- 1937: Madame Bovary
- 1937: Wiederseh’n macht Freude
- 1938: Menschen, Tiere, Sensationen
- 1938: Die fromme Lüge
- 1938: Dreizehn Mann und eine Kanone
- 1939: Frau im Strom
- 1939: Morgen werde ich verhaftet
- 1939: Salonwagen E 417
- 1940: Herzensfreud – Herzensleid
- 1940: Mädchen im Vorzimmer
- 1940: Donauschiffer
- 1941: Clarissa
- 1942: Stimme des Herzens
- 1943: Gefährtin meines Sommers
- 1943: Wildvogel
- 1949: Quartett zu fünft